# Dabotap

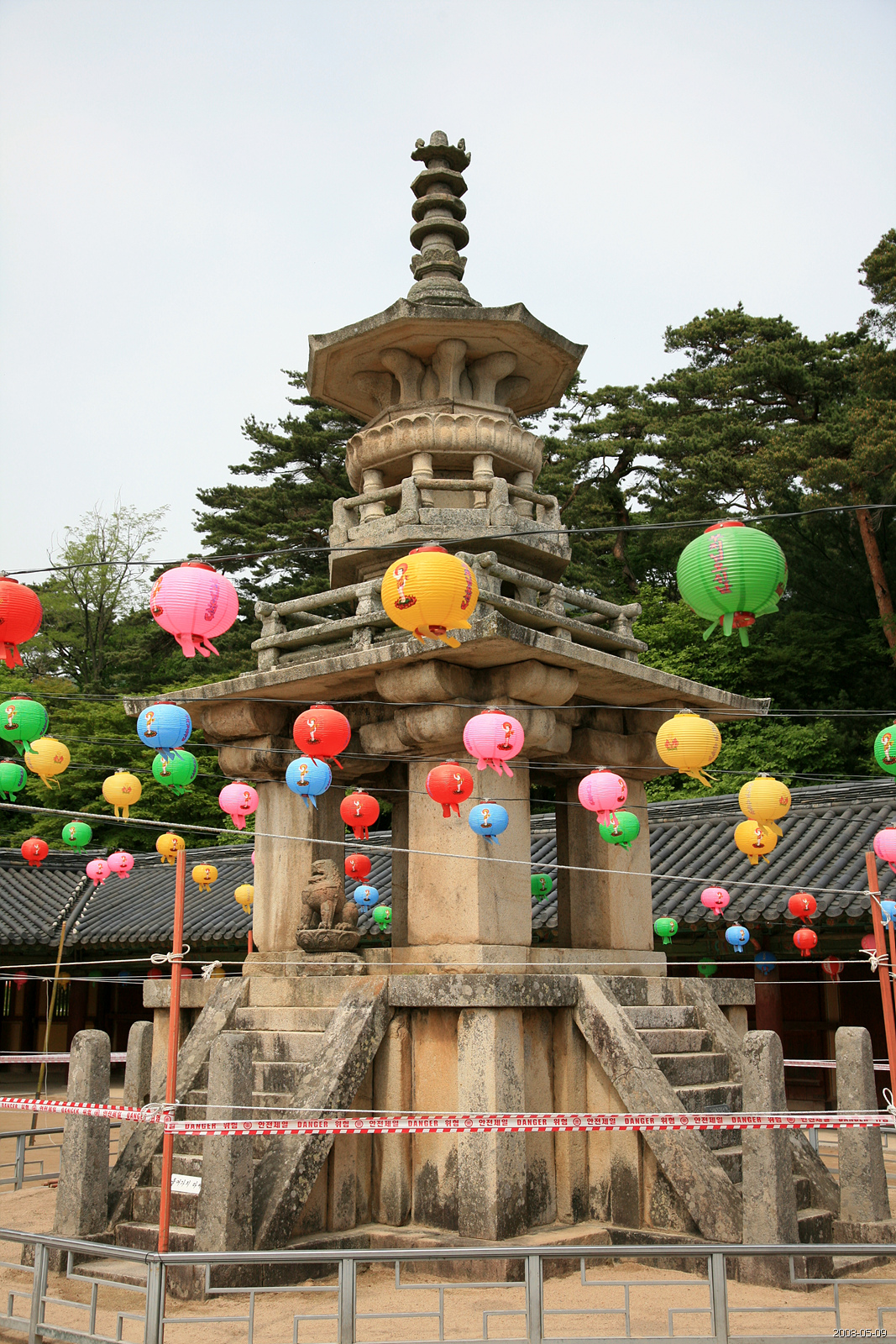
Dabotap
Hangul - 다보탑
Hanja - 多寶塔

Dabotap es una pagoda que se encuentra en el templo de Bulguksa en Gyeongju, Corea del Sur. De entrar en el templo a través de la Cheongun y Puente Baegun, Dabotap se encuentra en el lado derecho, oponiéndose Seokgatap en el lado izquierdo. Se supone que la pagoda que fue construida en el año 751, el 10 º año del rey Shilla Gyeongdeok. En la actualidad, es designado como Tesoro Nacional no. 20.

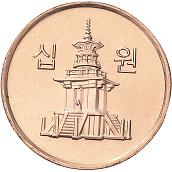
La pagoda se representa actualmente en el anverso de la moneda ₩ 10.

La pagoda, de tres pisos, se encuentra a 10,4 metros de altura y fue construida en un estilo recargado que no se ve en otros países budistas. Las técnicas escultóricas utilizadas son únicas para su época e incluyen rasgos delicados.
Posee una escalera en cada uno de los cuatro lados. Cuatro pilares cuadrados de piedra soportan primer piso, donde ha sido construida una barandilla cuadrada de piedra. En el interior de la barandilla se halla el cuerpo de la pagoda, y por encima de ella, de pie en el segundo techo de planta octogonal rodeada por una barandilla de piedra octogonal, ocho pilares de piedra con forma de bambú-apoyan la piedra de loto en forma octogonal labrada con dieciséis pétalos. Por encima de él ocho pilares de piedra soprtan un tercer techo con forma octogonal. De los cuatro leones de piedra que guardaban la parte superior de las escaleras solo permanece uno. Un segundo se encuentra en el Museo Británico de Londres. En cuanto al paradero de los otros dos, aún se desconoce.

## Réplicas

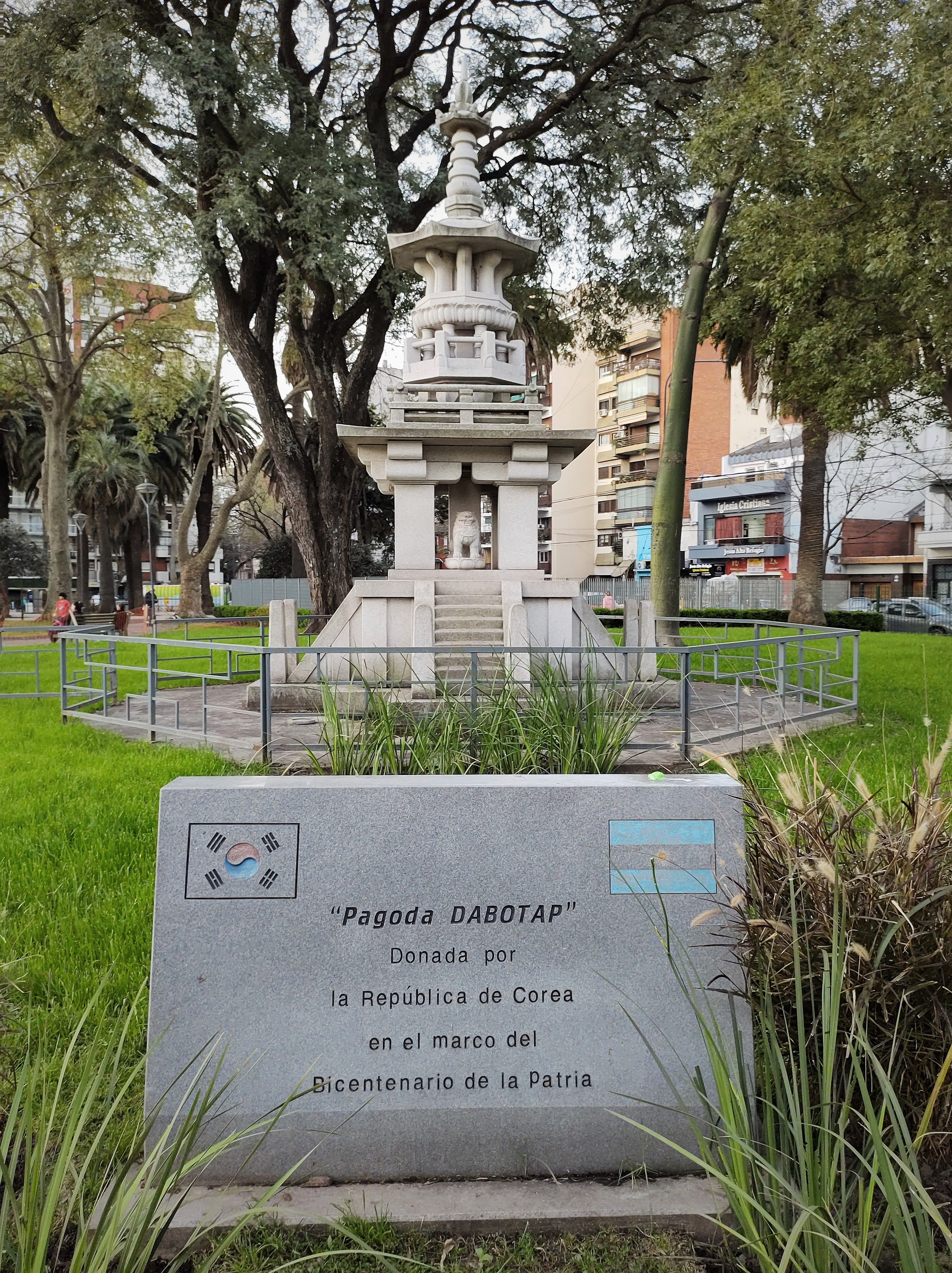
Réplica regalada por Corea del Sur a la Argentina con motivo del Bicentenario de la Revolución de Mayo.

Existe tres réplicas de menor tamaño alrededor de Latinoamérica. Una está en Argentina, en la Plaza del Ángel Gris en Buenos Aires (barrio de Flores, justamente emplazada en uno de los centros de la inmigración coreana en Argentina). Fue inaugurada en 2012.  Fue un regalo que Corea del Sur realizó a la Argentina con motivo del Bicentenario de la Revolución de Mayo.
Otra se encuentra en Providencia, Chile, fue inaugurada en 2010. 
La tercera se encuentra en la Calzada de Amador, Panamá, y fue inaugurada en 2013.